# A Wrinkle in Time (película de 2018)
A Wrinkle in Time (Un viaje en el tiempo en Hispanoamérica y  Un pliegue en el tiempo en España) es una película estadounidense de aventuras y ciencia ficción de fantasía dirigida por Ava DuVernay a partir de un guion de Jennifer Lee, y basada en la novela homónima de 1962 de Madeleine L'Engle. La película está protagonizada por Oprah Winfrey, Reese Witherspoon, Mindy Kaling, Gugu Mbatha-Raw, Michael Peña, Storm Reid, Levi Miller, Deric McCabe, Zach Galifianakis, y Chris Pine. Producida por Walt Disney Pictures y Whitaker Entertainment, la historia sigue a una joven que, con la ayuda de tres viajeros astrales, emprende una búsqueda para encontrar a su padre desaparecido.
Es la segunda adaptación cinematográfica de la novela de L'Engle de Disney, después de una película para televisión de 2003. El desarrollo comenzó en 2010, con la firma de DuVernay para dirigir en febrero de 2016. La fotografía principal comenzó el 2 de noviembre de 2016 en Los Ángeles, California. Cerca del final del rodaje, la producción se trasladó a Nueva Zelanda, donde la fotografía finalizó el 25 de febrero de 2017. Con un presupuesto de producción estimado de alrededor de $110 millones, la película se convirtió en la primera de acción real con un presupuesto de nueve dígitos dirigida por una mujer de color. Además, Wrinkle in Time fue notable porque Ava DuVernay fue la primera mujer afroestadounidense en dirigir una película que ganó al menos $100 millones en el país.
A Wrinkle in Time  se estrenó en El Capitán Theatre el 26 de febrero de 2018, con un estreno teatral el 9 de marzo de 2018, a través de los formatos Disney Digital 3-D, Real D 3D, y IMAX. Con un presupuesto total de producción y publicidad de alrededor de $250 millones, la película fue una bomba en taquilla, con pérdidas de hasta $130 millones de dólares. La película recibió reseñas generalmente negativas, con críticas que tomaron parte «con el uso intensivo de CGI y numerosos agujeros de la trama», mientras que algunos «celebraron su mensaje de empoderamiento femenino y la diversidad».

## Sinopsis
Después de enterarse de que su padre astrofísico está cautivo en un planeta distante en medio de un mal que abarca todo el universo, Meg Murry trabaja con su muy inteligente hermano menor, su compañero de clase y tres viajeras astrales para salvarlo.

## Argumento
Meg Murry, de trece años, lucha por adaptarse en la escuela debido al acoso y la depresión leve, cuatro años después de la desaparición de su padre Álex, un reconocido astrofísico. Meg y su talentoso hermano menor Charles Wallace son enviados al director después de que Charles regaña a un par de maestros chismosos, y Meg toma represalias contra Verónica, la vecina de Meg y acosadora desde hace mucho tiempo. Meg y su madre Kate descubren a Charles con una visitante inusual, la Sra. Quién, que afirma que el tesseracto, un método de viaje espacial que Álex estaba estudiando, es real.
Meg y Charles conocen a su compañero de clase Calvin O'Keefe, quien se une a ellos en la casa de la Sra. Qué, otra extraña amiga de Charles que solo habla entre comillas. Calvin cena con los Murrys y Kate recuerda el compromiso de Álex con su investigación a pesar de las burlas públicas. En el patio trasero, la Sra. Qué y la Sra. Quién aparecen con la Sra. Cuál, revelándose como viajeros astrales. Explicando que han venido para ayudar a encontrar a Álex, quien se ha transportado a sí mismo a través del universo, las señoritas conducen a Meg, Calvin y Charles a través de un tesseract hasta el lejano planeta Uriel.
Las flores sensibles del planeta confirman que Álex visitó a Uriel, y la Sra. Qué se transforma en una criatura voladora, llevando a los niños al cielo. Calvin casi cae y muere después de notar un planeta oscuro que la Sra. Cuál identifica como Camazotz, el hogar de una energía maligna conocida como "IT". Ellos usan el Tesser para ir al planeta Orión a buscar la ayuda de un vidente llamado Happy Médium. La Sra. Cuál revela que la tecnología de la información difunde negatividad por todo el universo, incluso en la Tierra: los chismosos profesores de Charles estaban celosos del ascenso del director; Verónica se juzga a sí misma por su peso; el amable vecino de los Murrys es asaltado por adolescentes muy inseguros; y el padre de Calvin es un abusivo perfeccionista.
Happy Médium ayuda a Meg a superar sus dudas, y descubren que su padre se unió a Uriel, luego a Ixchel, pero estaba atrapado en Camazotz. Las señoritas insisten en que se reagrupen en la Tierra, pero la determinación de Meg de salvar a su padre anula el tesseract, redirigiéndolas involuntariamente a Camazotz. Incapaces de quedarse, ya que la maldad de Camazotz es más fuerte que su luz, las señoritas otorgan regalos antes de partir: la Sra. Cuál le da a Meg sus lentes para ver qué hay realmente allí, la Sra. Cuál le da órdenes a los niños de nunca separarse.
Aparece un bosque que separa a Meg y Calvin de Charles, y son perseguidos por una tormenta parecida a un tornado. Meg usa la propia fuerza de la tormenta para lanzarla a ella y a Calvin sobre la pared de un acantilado, donde se reúnen con Charles. Se encuentran en un vecindario de hogares, niños y madres parecidos; una mujer los invita a entrar, pero Meg se niega, recordando a Calvin y Charles que no confíen en nadie. Su entorno se transforma en una playa llena de gente, donde un hombre se presenta como Red, asegurándoles que Álex está a salvo y les ofrece comida. Cuando Charles dice que sabe a arena, Red lo posee a través del sistema informático, del cual Red es en realidad una marioneta.
Meg y Calvin persiguen a Red y Charles entre la multitud, pero quedan atrapados en una habitación esférica aparentemente vacía. Red se desactiva mientras Charles se burla de Meg y Calvin. Usando los lentes de la Sra. Quién, Meg encuentra una escalera invisible a otra habitación donde su padre está encarcelado. Después de una reunión llena de lágrimas, Charles los arrastra a encontrarse con su maestro. Mientras Calvin y Meg caen bajo el poder de la IT, Álex abre un tesseract para escapar con ellos dos. Negándose a abandonar a Charles, Meg se proyecta de nuevo a Camazotz y se enfrenta a la IT en su forma malévola, similar a una neurona.
Charles y la TI intentan obligar a Meg a ceder a la oscuridad, amenazándola con una versión idealizada de sí misma, pero Meg acepta sus propias imperfecciones y usa su amor por su hermano para liberarlo. El IT se disipa cuando las señoritas reaparecen, felicitando a Meg y Charles por convertirse en "guerreros de la luz", y Meg los lleva a casa. Álex se reúne con su familia y Calvin se va para enfrentarse a su padre, mientras Meg mira al cielo, agradeciendo a las señoritas.

## Elenco y personajes
- Storm Reid como Meg Murry, una joven talentosa.
- Lyric Wilson como la joven Meg.
- Levi Miller como Calvin O'Keefe, amigo y compañero de clase de Meg
- Deric McCabe como Charles Wallace Murry, el inteligente hermano adoptivo de Meg de ocho años que queda hipnotizado por la tecnología de la información.
- Oprah Winfrey como Sra. Cuál, un ser astral tan viejo como el universo.
- Reese Witherspoon como Sra. Qué, un ser astral cuyo planeta favorito es el planeta Uriel.
- Mindy Kaling como Sra. Quién, un ser astral del planeta Ixchel.
- Gugu Mbatha-Raw como la Dra. Kate Murry, la madre de Meg y Charles Wallace y la esposa de Álex.
- Michael Peña como Red, una forma del IT.
- David Oyelowo como el IT, la verdadera forma diabólica de Red.
- Zach Galifianakis como el Médium Feliz, un vidente del planeta Orión.
- Chris Pine como el Dr. Álex Murry, el padre perdido de Meg y Charles Wallace y el esposo de Kate.
- André Holland como James Jenkins, director de la escuela de Meg, Calvin y Charles Wallace.
- Rowan Blanchard como Verónica Kiley, una estudiante que intimida a Meg pero luego se hace amiga de ella

## Producción
En octubre de 2010, se anunció que Walt Disney Pictures había conseguido los derechos cinematográficos para hacer una adaptación de la novela de 1962 A Wrinkle in Time, de Madeleine L'Engle. Tras el éxito financiero de Alicia en el país de las maravillas, de Tim Burton, Disney anunció que habían contratado a Jeff Stockwell para escribir el guion. El 5 de agosto de 2014, Jennifer Lee fue anunciada como la guionista, tomando el relevo de Stockwell, quien escribió el primer borrador. El 8 de febrero de 2016, se informó que a Ava DuVernay se le había ofrecido el trabajo de dirigir la película, y se confirmó que la dirigiría más tarde ese mismo mes. Dirigiendo esta película, DuVernay sería la "primera mujer de color" en dirigir una película de acción real con un presupuesto de producción de más de $ 100 millones de dólares.
El 26 de julio de 2016, Variety informó que Oprah Winfrey había comenzado las negociaciones finales para unirse a la película para interpretar a Mrs. Cuál, la mayor de las tres "Mrs. W", seres celestiales que guían a los niños protagonistas a lo largo de su viaje. El 7 de septiembre de 2016, Reese Witherspoon y Mindy Kaling estaban en conversaciones para unirse a la película, en la que Witherspoon interpretaría a la Sra. Whatsit, mientras que Kaling interpretaría a Mrs. Who. El 13 de septiembre de 2016, Storm Reid fue elegida para interpretar el papel principal de Meg Murry, una niña traumatizada por la desaparición de su padre científico. En octubre de 2016, Gugu Mbatha-Raw y Chris Pine fueron elegidos para los papeles de los padres de Meg, la Dra. Kate Murry y el Dr. Álex Murry, respectivamente. El 1 de noviembre de 2016, se anunció que el elenco incluía a Zach Galifianakis como Happy Médium, André Holland como el Director Jenkins, Levi Miller como Calvin y Deric McCabe como Charles Wallace, junto a Bellamy Young, Rowan Blanchard y Will McCormack. También se anunció que los productores de la película serían James Whitaker y Catherine Hand. Más tarde Michael Peña también se unió al elenco para interpretar al personaje Red.

### Rodaje
El rodaje de la película comenzó el 2 de noviembre de 2016 en Los Ángeles, California. Después de filmar en Los Ángeles, la producción se mudó a Nueva Zelanda durante dos semanas. Se confirmó que Tobias A. Schliessler estaba trabajando en la película como director de fotografía, junto con otros miembros del equipo de producción como la diseñadora de producción Naomi Shohan, el diseñador de vestuario Paco Delgado y el supervisor de efectos visuales Rich McBride.
La filmación de A Wrinkle in Time tuvo lugar en Eureka, California, en el condado de Humboldt, comenzando el 29 de noviembre de 2016 y terminando el 6 de diciembre. La filmación también tuvo lugar en el Parque Sequoia de Eureka, ubicado al lado del zoológico Sequoia Park. A mediados de diciembre, Chris Pine fue visto durante el rodaje en Los Ángeles.
El rodaje de A Wrinkle in Time se mudó luego a Central Otago, Nueva Zelanda, durante las dos últimas semanas de febrero de 2017. Los actores y el equipo estuvieron en Nueva Zelanda durante dos semanas para filmar escenas en los Alpes del Sur, y las grabaciones tuvieron lugar en Hunter Valley Station, cerca del lago Hāwea, con el elenco y el equipo siendo agasajados con las ceremonias tradicionales powhiri y karakia de los maoríes de Nueva Zelanda. Disney terminó la filmación en la Isla Sur de Nueva Zelanda después de dos semanas, y la directora declaró el cariño del elenco y el equipo por Nueva Zelanda a través de una foto en Instagram.

### Música
El 28 de septiembre de 2017, Ramin Djawadi fue anunciado como el compositor de la película, reemplazando a Jonny Greenwood, quien fue inicialmente elegido para componer y musicalizar la película.

## Lanzamiento
La película fue estrenada el 9 de marzo de 2018. Se estableció previamente un lanzamiento el 6 de abril de 2018, que luego fue adelantado a su fecha final de estreno.

### Marketing
DuVernay anunció que un avance de la película debutaría en la Expo D23 de 2017. El avance fue lanzado el 15 de julio de 2017, en el segundo día de la Expo D23. Después de su lanzamiento inicial, el tráiler estuvo en la posición número uno durante 48 horas en YouTube, superando, por un tiempo, una primera vista del detrás de escenas de Star Wars: Episodio VIII - Los últimos Jedi.

## Recepción
A Wrinkle in Time ha recibido reseñas generalmente negativas de parte de la crítica y de la audiencia. En Rotten Tomatoes, la película posee una aprobación de 42%, basada en 240 reseñas, con una calificación de 5.2/10, mientras que de parte de la audiencia ha recibido una aprobación de 31%, basada en 6687 votos, con una calificación de 2.3/5. En Metacritic le ha dado a la película una puntuación de 53 de 100, basada en 50 reseñas, indicando "reseñas mixtas". Las audiencias de CinemaScore le han dado una "B" en una escala de A+ a F, mientras que en el sitio IMDb los usuarios le han dado una puntuación de 4.2/10, sobre la base de 11 759 votos.